# Коктейльная вишня

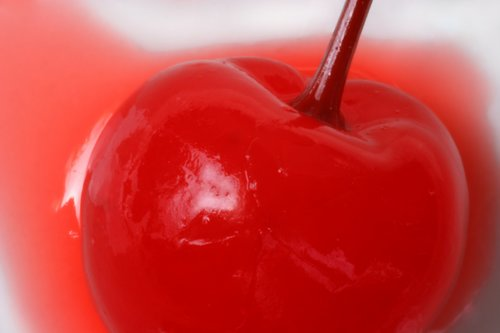
Коктейльная вишня

Коктейльная вишня (также мараскиновая вишня в честь сорта, из которого делалась первоначально) — специальным образом засахаренная вишня, предназначенная для украшения коктейлей, а также тортов, мороженого и других десертов.
Изначально коктейльную вишню производили итальянцы в Далмации в районе города Задар, из вишен местного сорта. История коктейльной вишни, таким образом, тесно связана с историей ликёра мараскин. Сегодня помимо мараскиновой вишни для изготовления также используются и другие сорта.
Коктейльная вишня обладает необычным вкусом и ярко-красным цветом и прозрачна на вид. В процессе изготовления вишню вначале вымачивают от четырёх до шести недель в однопроцентном растворе диоксида серы и полупроцентном растворе гашеной извести, в результате чего ягоды уплотняются и приобретают цвет слоновой кости. Затем из вишен удаляют косточки, вновь отбеливают хлоритом натрия, выдерживают 24-36 часов в воде, удаляя из мякоти обесцвечивающие агенты, а затем в течение двух недель — в растворе бисульфита натрия, чтобы придать им плотную текстуру. В самом конце довольно сложного технологического процесса вишни вымачивают в сахарном сиропе с добавлением либо миндаля (после чего вишни пищевыми красителями окрашивают в красный цвет), либо мяты (в этом случае вишни окрашивают в зелёный цвет).